# Classe Absalon
La classe Absalon è una classe navale di navi di supporto della Kongelige danske marine. Due navi sono state costruite da Odense Steel Shipyard, esse possono essere descritte come un ibrido tra una fregata e una nave militare da trasporto con capacità multiruolo, con la possibilità di essere trasformata da una nave da guerra – dotata della potenza di fuoco di una tradizionale fregata – in una nave ospedale in una giornata. Nella Kongelige danske marine sono esse sono ufficialmente classificate Støtteskibe (navi di supporto) e hanno il pennant number L, delle navi da trasporto anfibio (LPD). Nel 2020 sono state riclassificate fregate (F341. F342) e venne presa la decisione di dotarle di un sonar rimorchiato. 

## Unità
| Nome                    | Impostata        | Varata           | Commissionata   | Status |
| ----------------------- | ---------------- | ---------------- | --------------- | ------ |
| HDMS Absalon (L16)      | 28 novembre 2003 | 25 febbraio 2004 | 19 ottobre 2004 | attiva |
| HDMS Esbern Snare (L17) | 24 marzo 2004    | 21 luglio 2004   | 18 aprile 2005  | attiva |